# شهرستان بالاکن
بالاکَن (به لاتین Balakən، به آواری: Билкан мухъ) بخشی در شمال جمهوری آذربایجان و هم مرز با گرجستان و جمهوری داغستان روسیه است.